# مجموعة الملك فيصل بن عبد العزيز الجوية
مجموعة الملك فيصل بن عبد العزيز الجوية (بالإنجليزية: King Faisal Air Base) هي قاعدة تابعة لسلاح الجو الملكي الأردني، تقع بالقرب من بلدة الجفر في محافظة معان. سُمّيت على اسم الملك فيصل بن عبد العزيز آل سعود، الذي موّل بناء القاعدة. تستضيف القاعدة بشكل متكرر تدريبات عسكرية، وهي ممارسة تعود إلى الثمانينيات. ومن بين التدريبات التي استضافتها مناورات الأسد المتأهب والنجم الساطع.

## التاريخ
بدأت أعمال إنشاء القاعدة في عام 1974، وهبطت أول طائرة فيها في 27 نوفمبر 1980. افتتح الملك الحسين بن طلال القاعدة رسميًا في 24 يونيو 1981.
أشار تقرير صدر عام 1983 إلى أن القاعدة استُخدمت لتجميع أجزاء من طائرات مقاتلة صينية من طراز شنيانغ J-6 [الإنجليزية] تمهيدًا لتسليمها إلى العراق. في عام 1987، سافر الرئيس السوري حافظ الأسد والرئيس العراقي صدام حسين إلى القاعدة لعقد اجتماع في بلدة الجفر المجاورة، وذلك في وسط حرب الخليج الأولى.